# Crisis hídrica en México de 2021-2025
La escasez de agua en México es un fenómeno que lleva ocurriendo desde hace siglos. La situación de crisis comenzó en 2021, pues hubo afectación ya no solo en múltiples estados, si no que la situación se presentó en la mayor parte del territorio. 

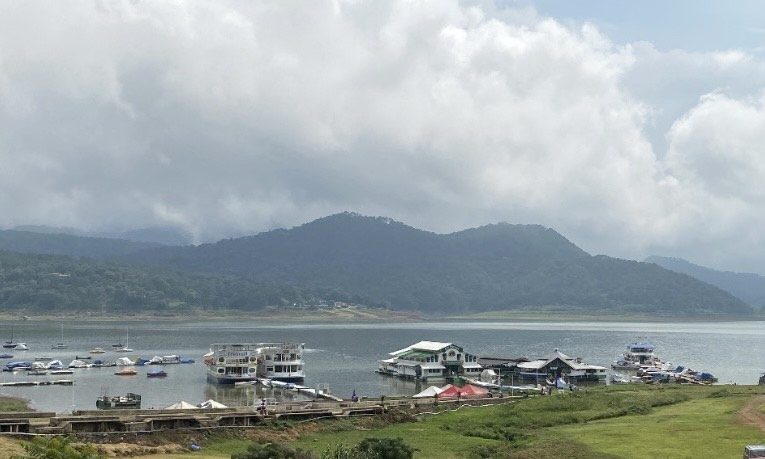
Valle de Bravo en 2023, meses antes de estar en sus niveles más bajos de 2024.

## Cronología

### 2021 y 2022: Grandes sequías en América del Norte

#### 2021
En abril de 2021, México enfrentaba la sequía en América del Norte, una de las más generalizadas de su historia, con el 85% del país experimentando condiciones de sequía.

#### 2022
En 2022, ocho estados de México sufrieron sequías extremas con 1546 de los 2463 municipios que tuvieron diversos grados de escasez.
La crisis del agua en Nuevo León de 2022 tuvo su punto más crítico en junio y julio de ese año y afectó a diversos municipios, incluyendo la Zona metropolitana de Monterrey (ZMM), la capital del estado y la segunda más grande del país,   cuando la ZMM recibe un promedio de precipitación de 300 a 500 milímetros de agua en un clima de semiárido a muy seco.

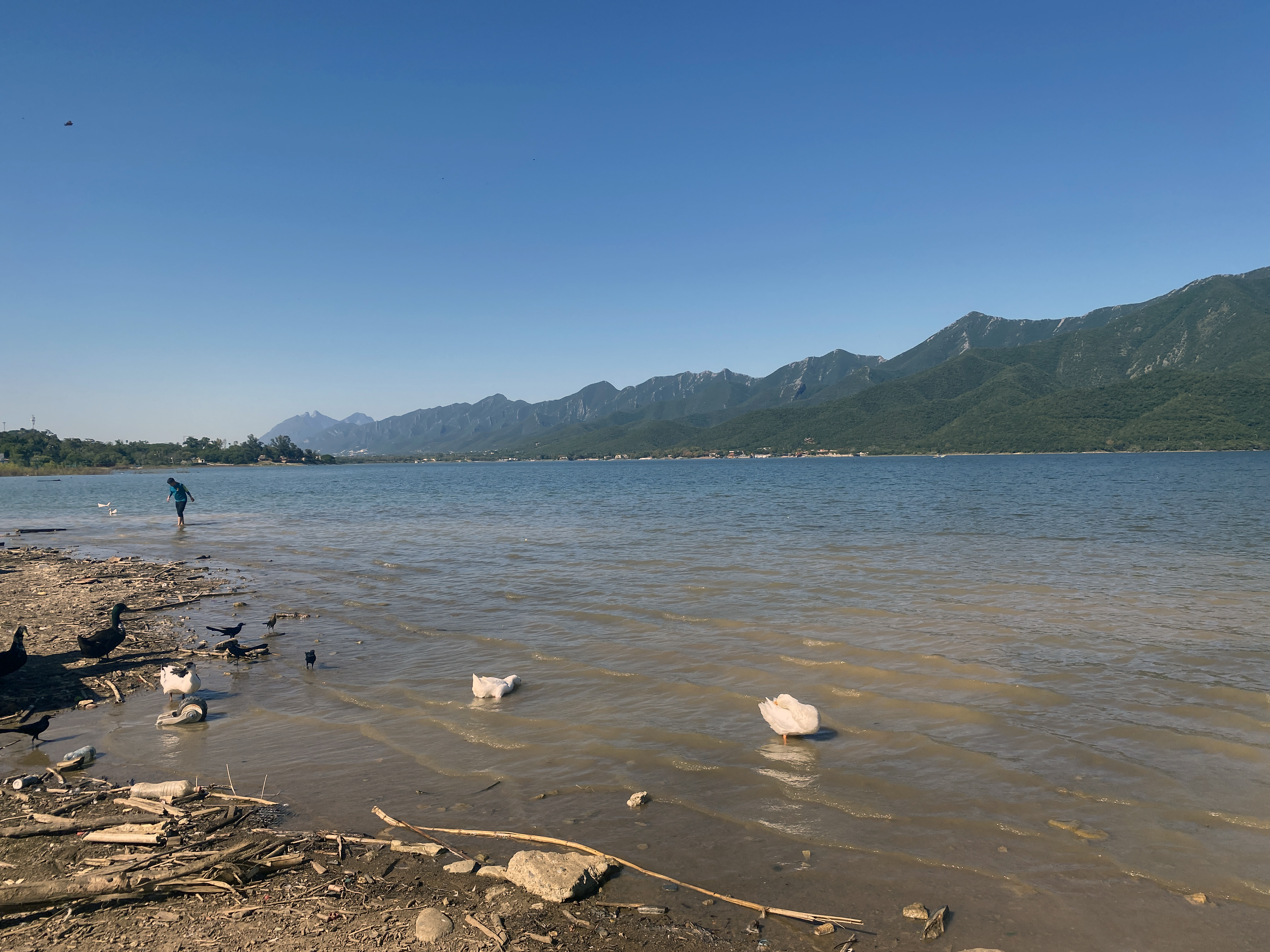
Presa La Boca en niveles bajos (2022).

### 2023 y 2024: Olas de Calor Mundiales

#### 2023

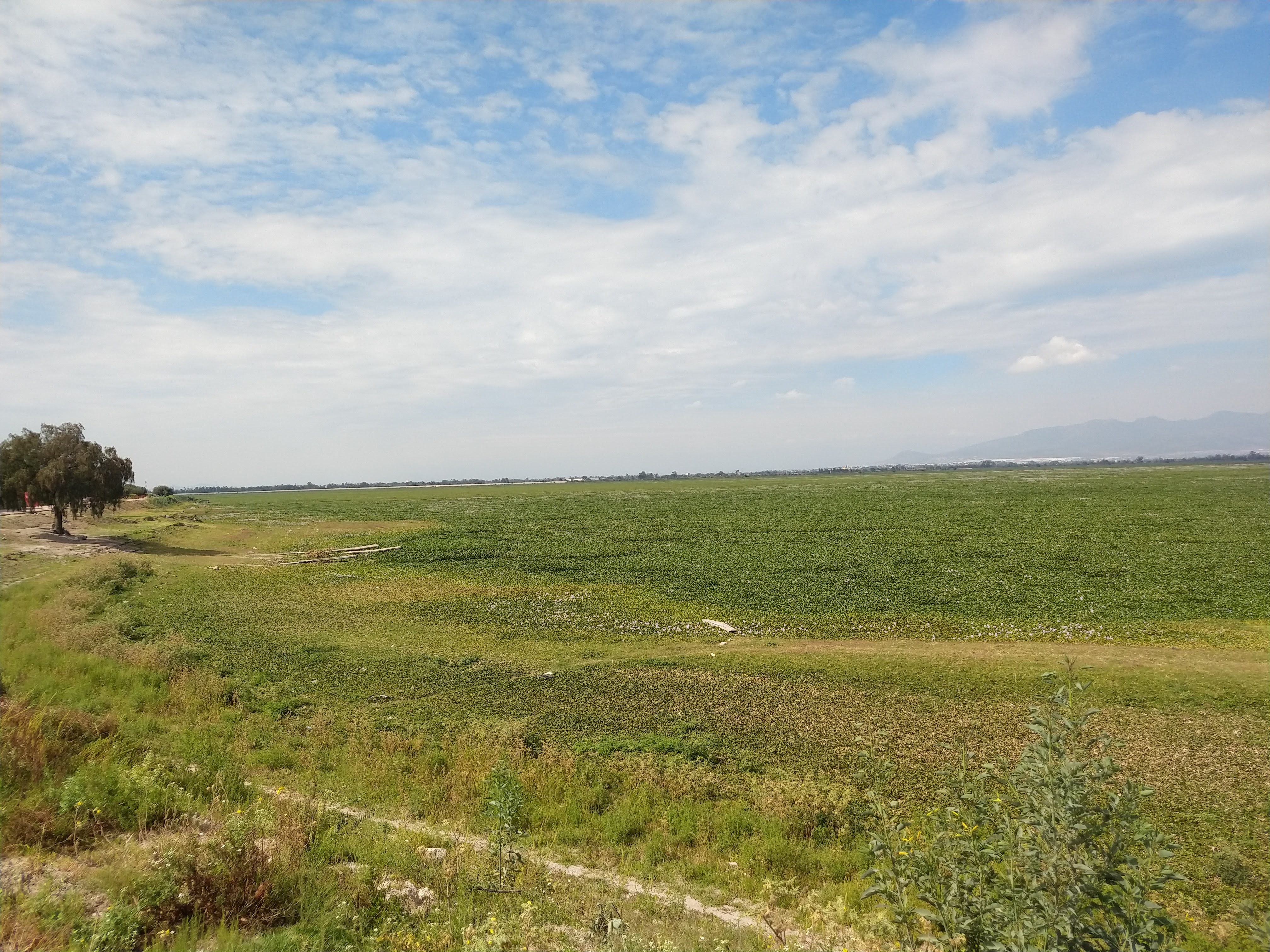
Zumpango secándose.

Desde este año se empezó a advertir sobre la grave crisis que acontecía tras las sequías ocurridas en 2022.  En 2023 una ola de calor mundial, llevó a que fuera el año más caliente del último siglo en el país. Los estados del norte como Baja California, Chihuahua, Coahuila, Nuevo León, Sonora y Tamaulipas son los primeros en resentir la crisis. 
La Laguna de Zumpango, una de las más importantes en el centro del país, se secó en septiembre de 2023 y nadie lo impidió, las principales causas fueron la proliferación de lirio acuático crassipes y la sequía. 
En noviembre de 2023 la Comisión Nacional del Agua (CONAGUA), anunció un gran recorte de agua en el sistema hídrico de Cutzamala entre el día 11 de ese mes y abril de 2024.

#### Enero de 2024

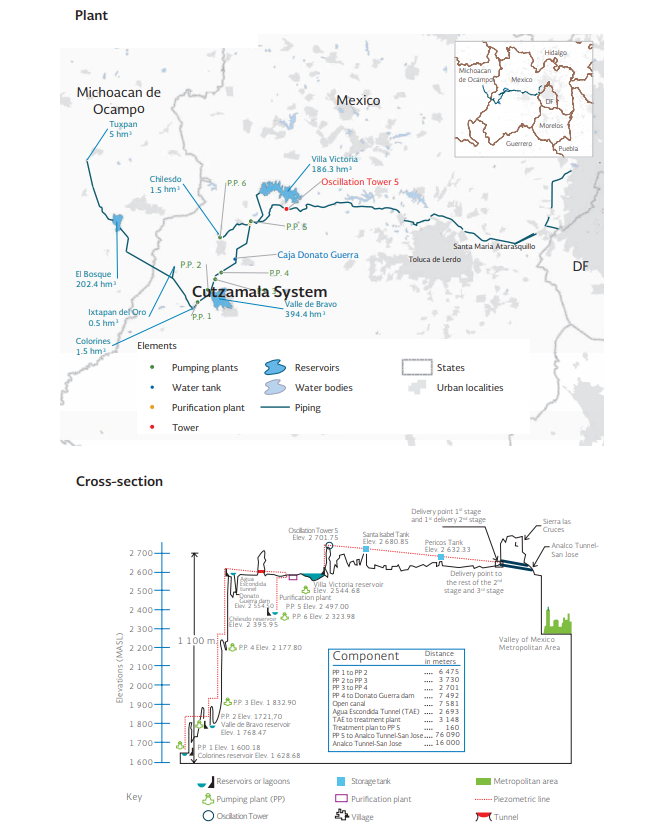
El Cutzamala.

Se anunció que en abril del 2024 el aumento de las temperaturas por el fenómeno del Meganiño terminaría, mientras que La Niña haría su aparición en el mes de julio y traería más sequía.  
La CONAGUA ha tenido recortes presupuestales durante al menos una década, en 2024 tuvo un nuevo recorte del 13%, en comparación con 2023 en áreas como: Drenaje y tratamiento (-27.3%); protección de centros de población y áreas productivas (-36.8%); e infraestructura potable, de alcantarillado y saneamiento (-47.7%).
El 12 de enero se hicieron nuevos recortes en la distribución del agua en el sistema Cutzamala, a 800 lt/s. La cantidad es menor a la que se distribuía a la ciudad durante 2023, en la temporada de estiaje.

#### Febrero de 2024

El anticiclón causa cielo despejado, por ende calor y sequía.

La CONAGUA advirtió que el problema sería mas grave de lo que se pensaba puesto que en junio de 2024 se llegaría al día cero en la Ciudad de México. No solo en la capital, pues en la mayoría de estados la situación está empeorando a un ritmo acelerado.
En la región del Bajío la situación es preocupante debido al estrés hídrico por proyectos inmobiliarios, a su vez que la producción agrícola y ganadera se ve afectada. En Hidalgo 84 municipios se encontraban con problemas de sequía, 15 de ellos en situación grave.   Al sur del país también se comenzaban a reportar problemas de agua, principalmente en la región de Tierra Caliente, en Michoacán y 42 municipios de Guerrero.  En localidades de Yucatán comienza la sequía y el desabasto.  
La Universidad Nacional Autónoma de México señaló que el 70% del país está en riesgo de colapso hídrico, debido principalmente a un problemas de desabasto y poca inversión en el sector.
En este mes se forma un anticiclón que eleva las temperaturas y disminuye las lluvias, empeorando la situación general en la república.

#### Marzo de 2024

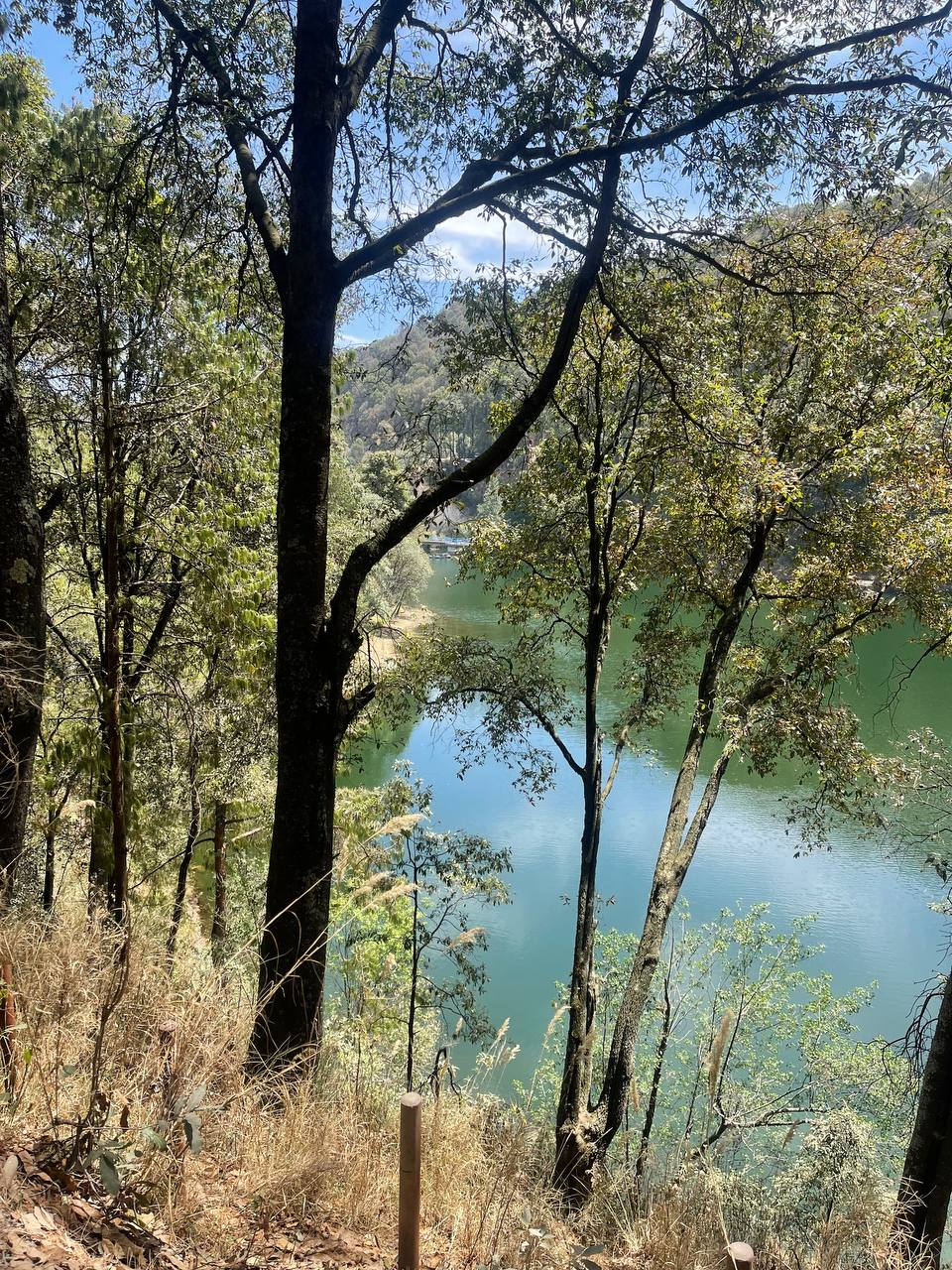
Presa de Llano con abasto suficiente en el Estado de México, en marzo.

Para este mes solo cinco estados, (Baja California, Baja California Sur, Colima, Campeche y Quintana Roo), tenían abasto suficiente en la mayoría de sus municipios. Lo anterior debido a la baja intensidad o nula  existencia de sequías en sus territorios, en comparación con el resto del país que presentó pocas precipitaciones y altas temperaturas.
El 22 de marzo se conmemora el Día Mundial del Agua, por ello en el Estado de México se convocaron protestas contra la tala de bosques que son vitales para la recarga de los acuíferos que abastecen el centro del país. En esta entidad ocho presas se encuentran por debajo del 40% de su capacidad; siendo  Huapango en Timilpan al 3%, El Molino en Aculco al 12%,
San Bernabé en Temoaya al 14%, El Salto en Atlacomulco al 19%, Presa Ñadó en Acambay y Aculco al 29%,
Presa de Villa Victoria al 30%, Presa de Valle de Bravo al 34% y Presa Danxho en Jilotepec al 39%.

#### Abril de 2024

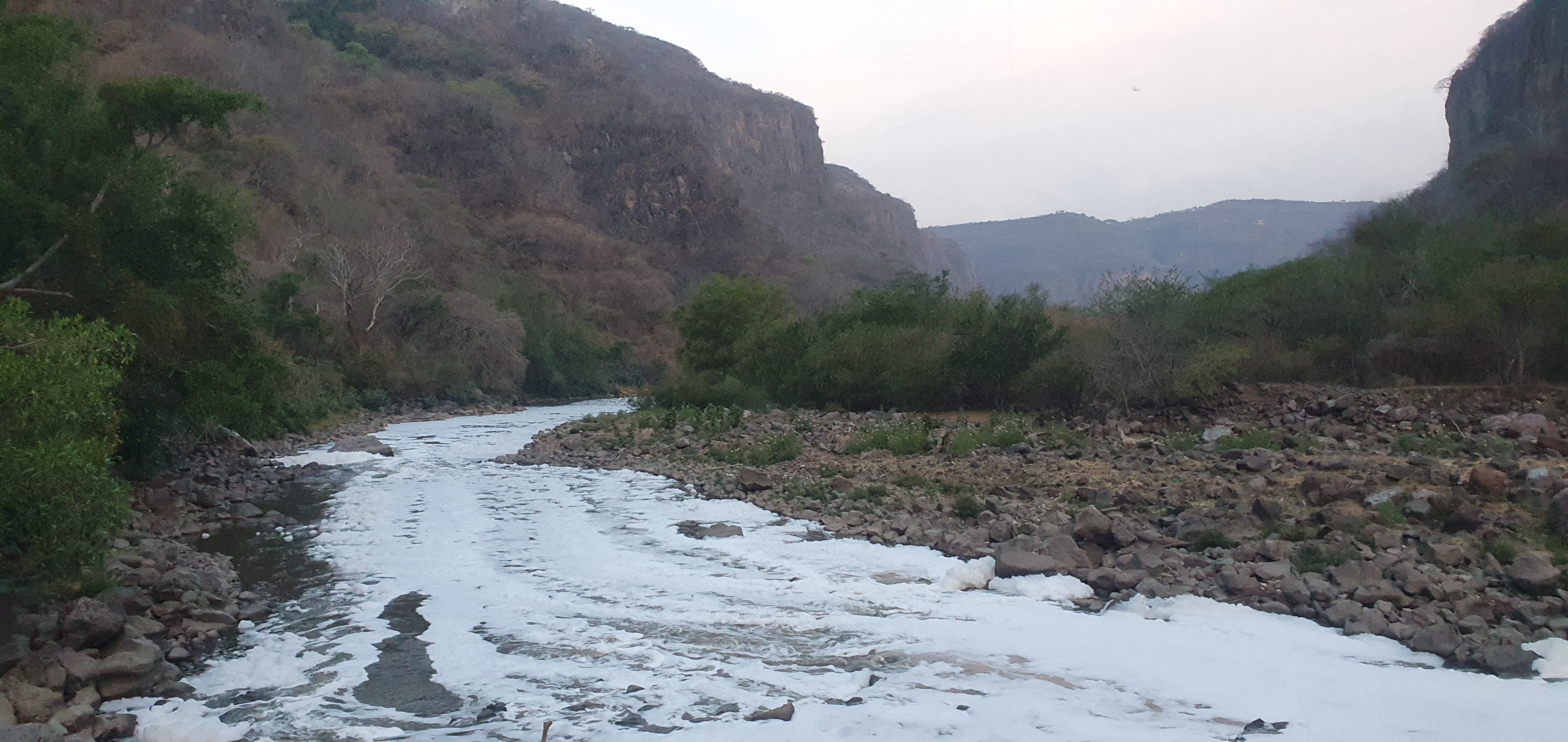
Río Grande de Santiago en abril, con su habitual contaminación.

El Lago de Pátzcuaro en Michoacán y el río Pánuco en la región Huasteca se encuentran en una grave sequía, así como con problemas de extracción ilegal del recurso hídrico. 
En la alcaldía Benito Juárez de la Ciudad de México, se presentó un problema de contaminación del agua en el pozo Alfonso XVIII; este incidente fue muy mediático pues es uno de los más preocupantes que han ocurrido en la historia reciente de la capital.
El problema de agua fue parte de las propuestas, discusiones y debates para las elecciones de 2024, tanto a nivel local como federal y en los distintos puestos de elección popular.

#### Mayo de 2024

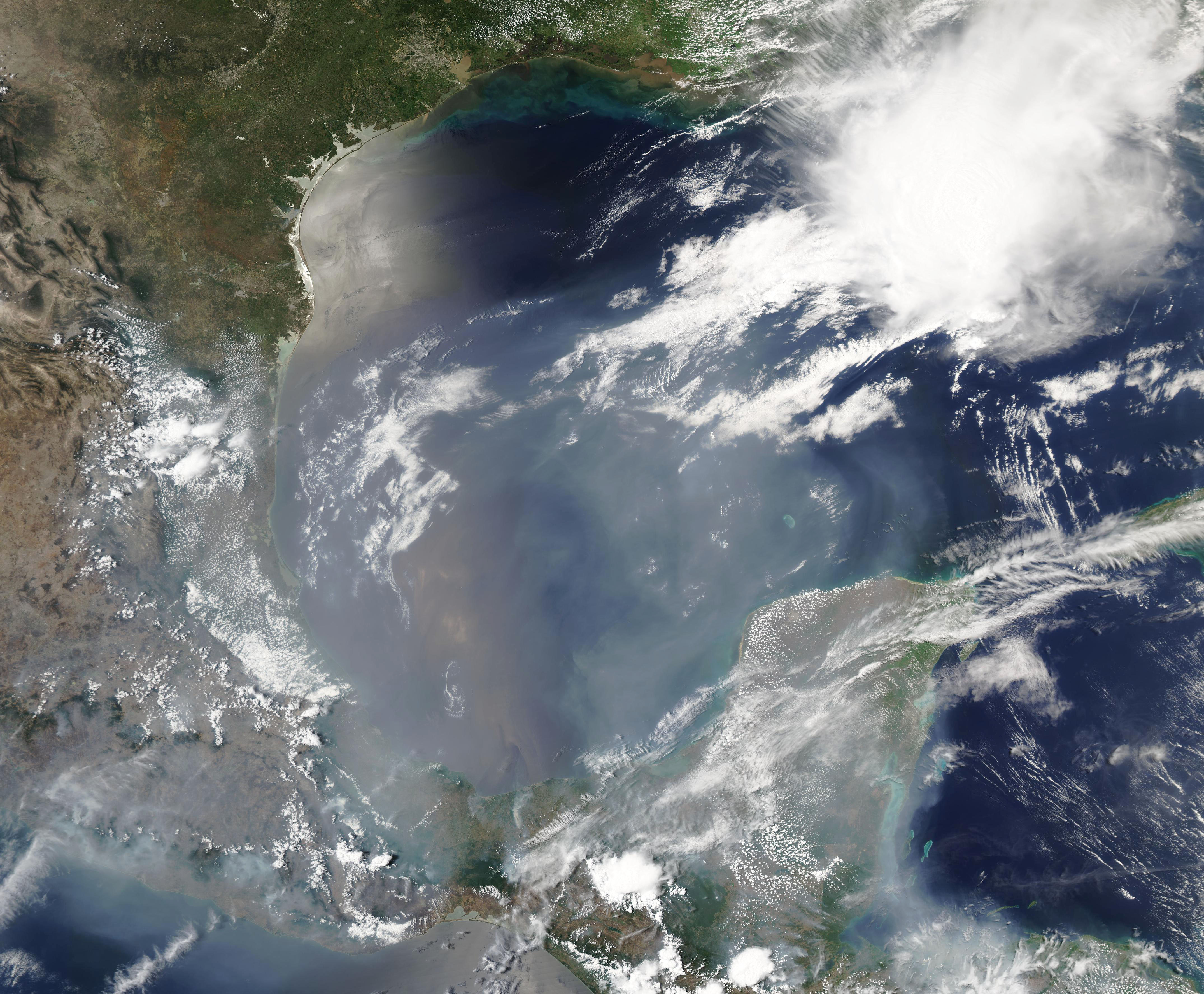
Vista satelital de los incendios en mayo.

Persistieron las continuas y largas olas de calor que han afectado a todo el país, empeorando bastante la situación;  se han suscitado apagones eléctricos debido a la disminución del nivel de las hidroeléctricas por falta de lluvias, a eso se suma la demanda de energía de los aparatos electrónicos para sobrellevar las altas temperaturas.
Se han presentado numerosos y grandes incendios forestales, que han generado mala calidad del aire.  En las comunidades de Santa María y Tierra Nueva en San Luis Potosí, fueron los incendios que consumieron el sistema de distribución de agua que proviene de los manantiales; incidentes similares han ocurrido en otras zonas.

#### Junio de 2024
A principios de junio, tras varios días de abasto de agua contaminada y suspensión del servicio en Ciudad Madero y Tampico en Tamaulipas, se informó que se reanuda la distribución de agua potable de manera intermitente. Ante la llegada de ciclones tropicales en el Océano Atlántico por la intensa temporada de ese año, la grave situación se pudo contener.

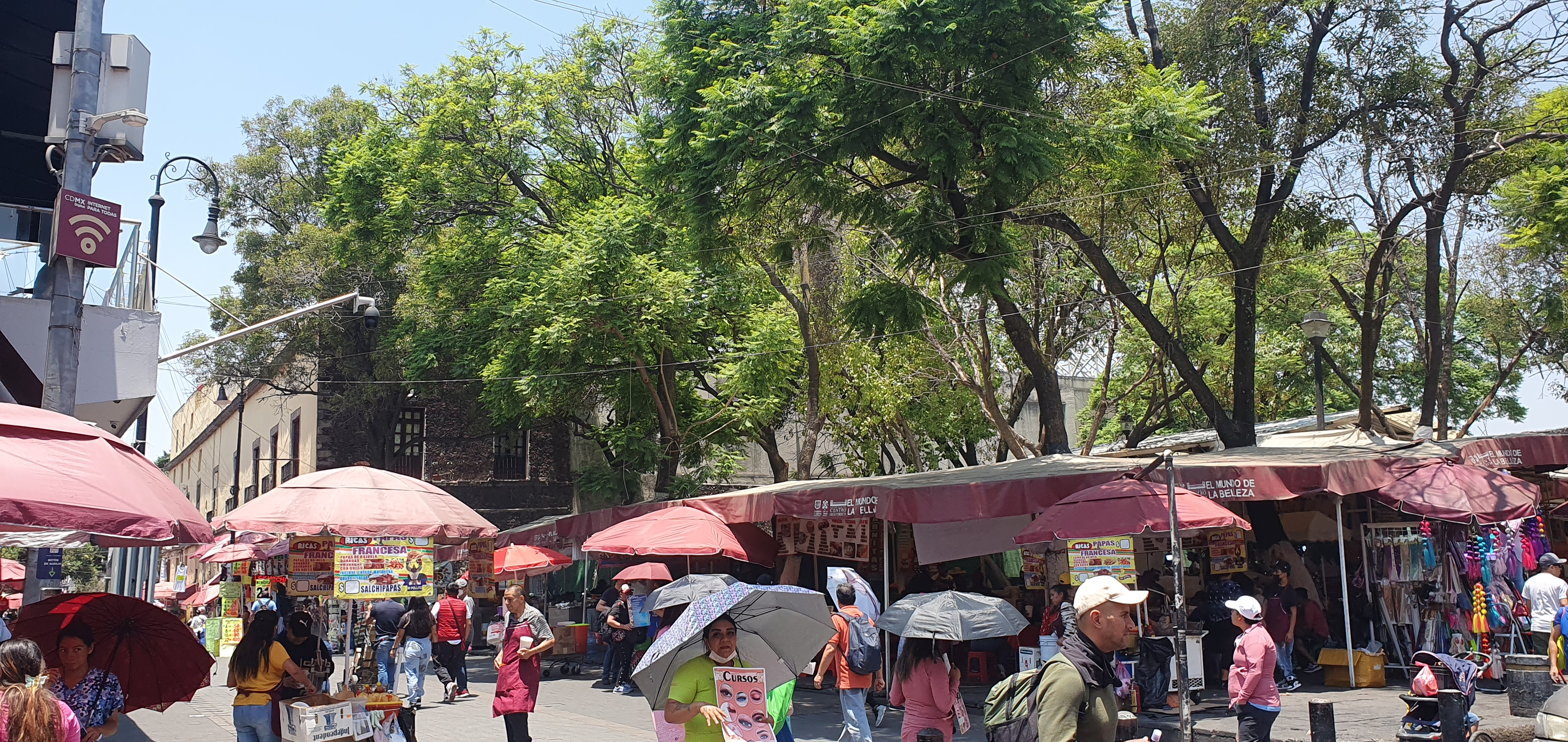
Un día soleado durante la cuarta ola de calor del año, en la Ciudad de México.

#### Julio de 2024
En los estados del norte del país se presentó el fenómeno de la canícula, en el este de la república se continuó padeciendo de sequía debido al tardío inicio de la temporada de fenómenos tropicales en el Océano Pacífico y la lejanía de las costas del desarrollo de estos ciclones,  ejemplo de ello es el sistema Cutzamala que no ha subido mucho su nivel del agua. Aunque la situación siguió mejorando bastante con el paso de las semanas.

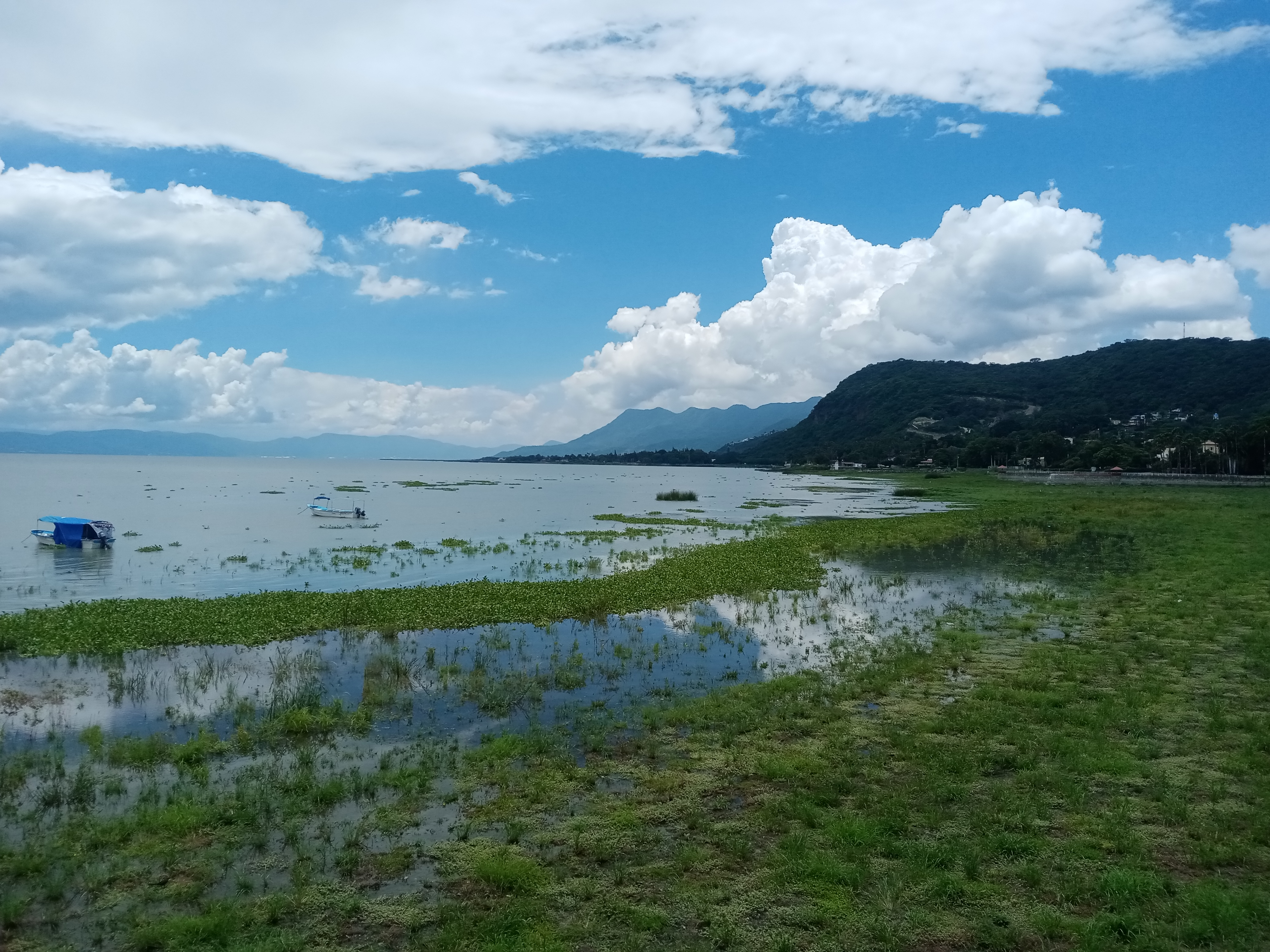
Recuperación del Lago de Chapala, en julio.

#### Agosto de 2024
Varios cuerpos de agua tenían una recuperación importante como el Lago de Chapala, la Laguna de Zumpango, y los Lagos del Parque de Texcoco con apertura al público el día 30. Ese mismo mes, CONAGUA (la dependencia de la Secretaría de Medio Ambiente y Recursos Naturales (SEMARNAT)), informó una bajada de las temperaturas, la disminución del 33% de la sequía y 46.78% del territorio nacional quedó fuera del estiaje.  En la Semana Mundial del Agua de 2024 en Estocolmo se analizaron y expusieron los casos de Monterrey y el Sistema Lagunario de Altamira-Tampico, para compartir experiencias y soluciones con otros países.

Puente El Zacatal, Golfo de México y Laguna de Términos, verano del 2024.

#### Septiembre de 2024

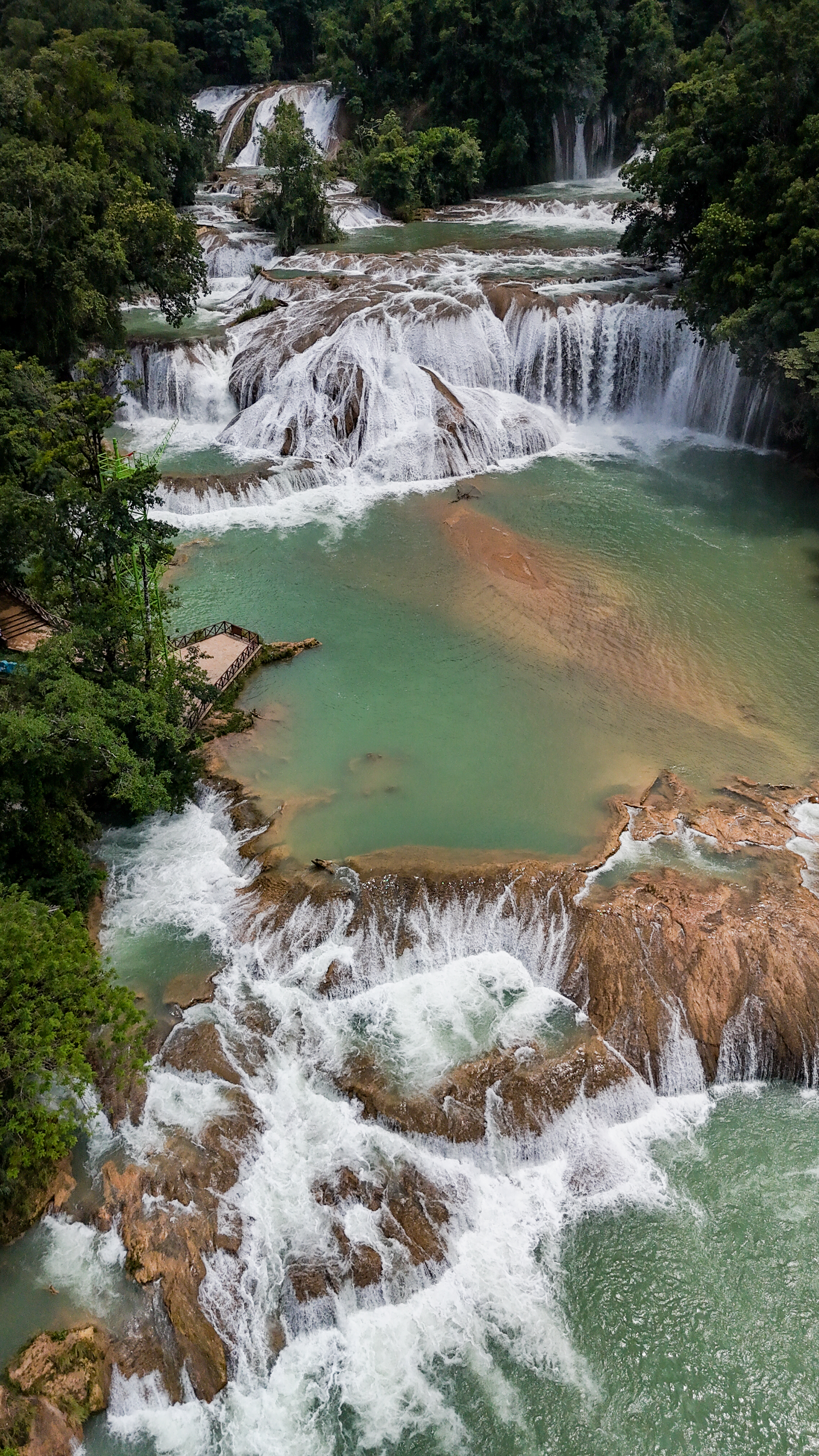
Cascadas de Agua Azul en Chiapas, en septiembre.

La CONAGUA informó que 57.32% del país estaba sin sequía y el nivel de llenado en las 210 principales presas del país se encontraba en promedio a un 57% de su capacidad. Por otro lado los pronósticos meteorológicos previeron más lluvias en ese mes.

#### Octubre de 2024

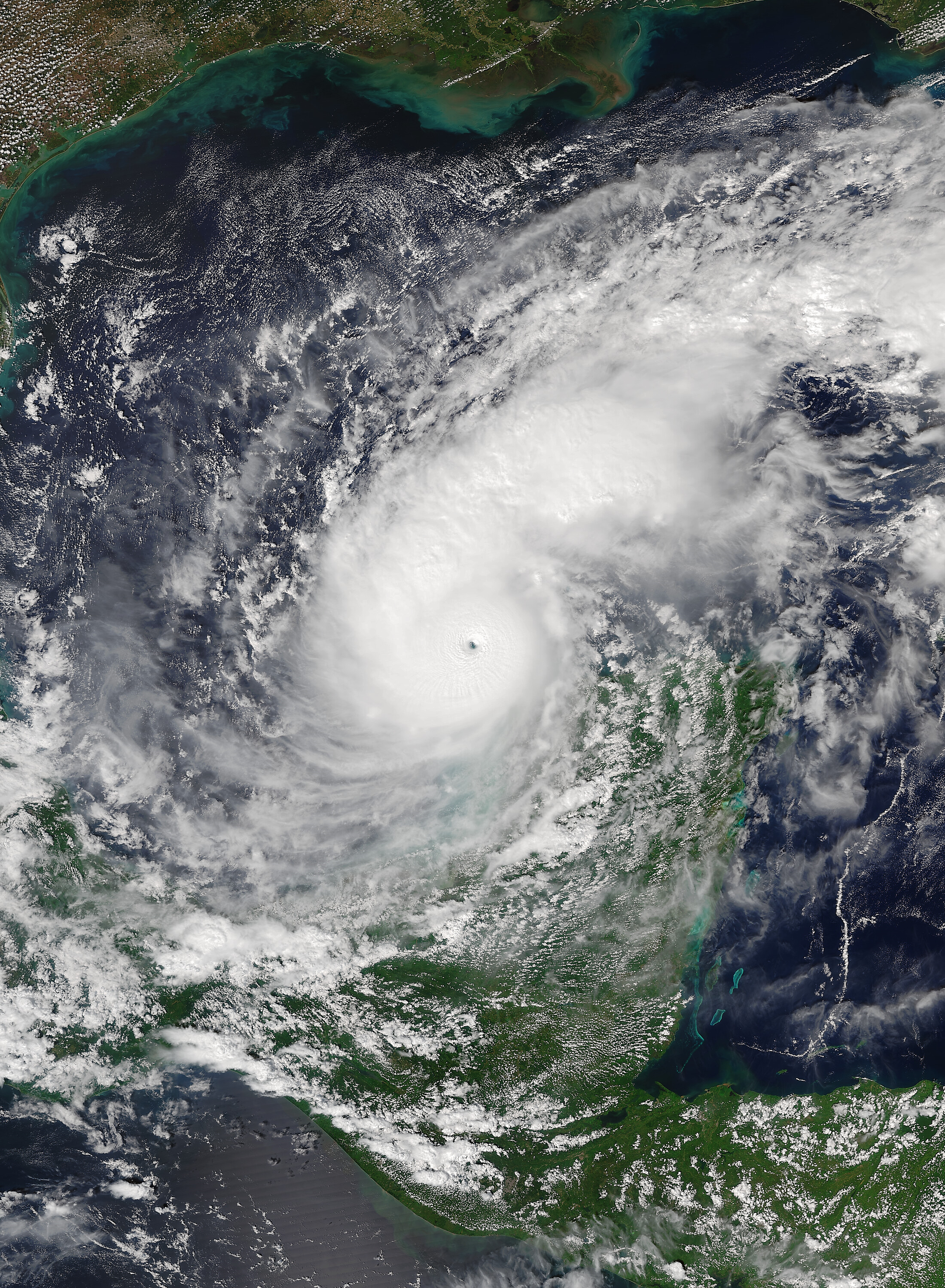
Huracán Milton en la Bahía de Campeche, el 5 de octubre.

En ciudades del norte del país como Ciudad Victoria y Hermosillo aún persisten los problemas de desabasto y sequía.
La entonces nueva presidenta Claudia Sheinbaum en conferencia de prensa matutina informó que el Sistema Cutzamala se encontraba al 60% de su capacidad y aún no se alcanzaban los niveles altos, se rebasaron los 500 millones de metros cúbicos.

#### Noviembre de 2024

Tormenta tropical Sara con tormentas, vaguadas, corrientes en chorro y frentes fríos sobre territorio mexicano el 18 de noviembre.

Luego de evitar una crisis hídrica extrema, a principios de mes se logró un acuerdo con Estados Unidos en materia de agua. El día 21 la presidenta Claudia Sheinbaum anunció un Plan Hídrico para su sexenio y el Acuerdo Nacional por el Derecho Humano al Agua y la Sustentabilidad, y se impulsó una iniciativa para la creación del Centro Nacional de Gestión de Sequías. En este mes aumentaron las temperaturas y disminuyeron las precipitaciones, lo que es históricamente atípico en comparación a otros años, estos factores dieron inicio más temprano a la temporada de estiaje e incendios, lo que llevó a la Coordinación Nacional de Protección Civil y la Comisión Nacional Forestal Mexicana a la implementación de estrategias de prevención y atención empezando las festividades navideñas.

#### Diciembre de 2024

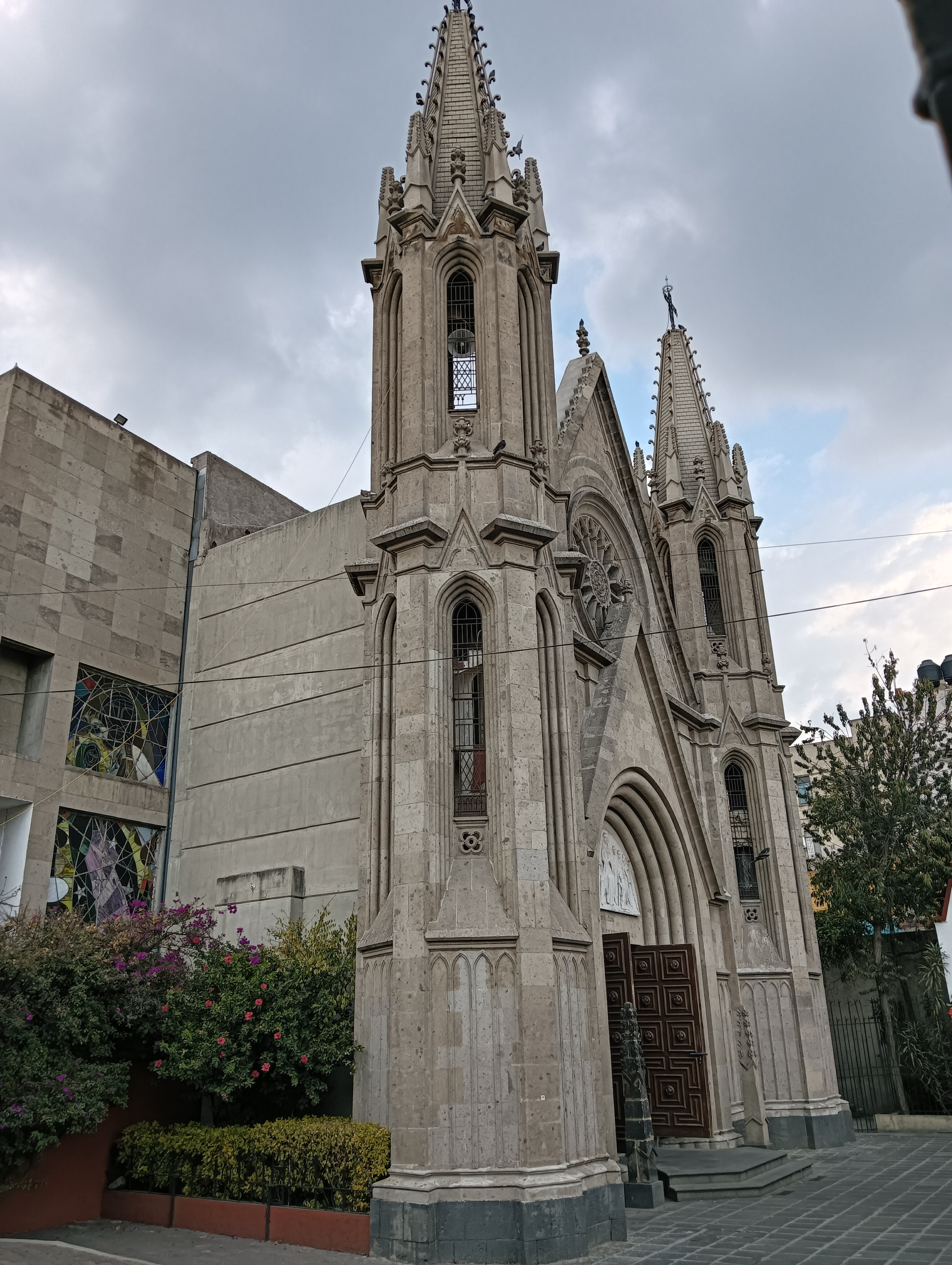
Día nublado y con llovizna en la Ciudad de México por corriente en chorro.

En este mes congresistas locales del Estado de México presentaron acuerdos y exhortaron al ejecutivo estatal declarar emergencia hídrica en varios municipios. También se reportaron preocupantes problemas de desabasto en Querétaro, San Luis Potosí y Veracruz.

### 2025: Mejoría significativa
En los primeros meses del año aún habían regiones extremadamente afectadas por la crisis. Sin embargo, con la llegada de la temporada de lluvias y huracanes, el panorama cambió drásticamente en la mayor parte del país. Por ejemplo, el mes de junio fue muy lluvioso a nivel nacional, específicamente en algunas regiones como Chihuahua o Querétaro, y el más lluvioso desde hace 57 años en la Ciudad de México o el segundo desde 1944 en Veracruz. Imágenes satelitales demostraron el reverdecimiento en gran parte del territorio.

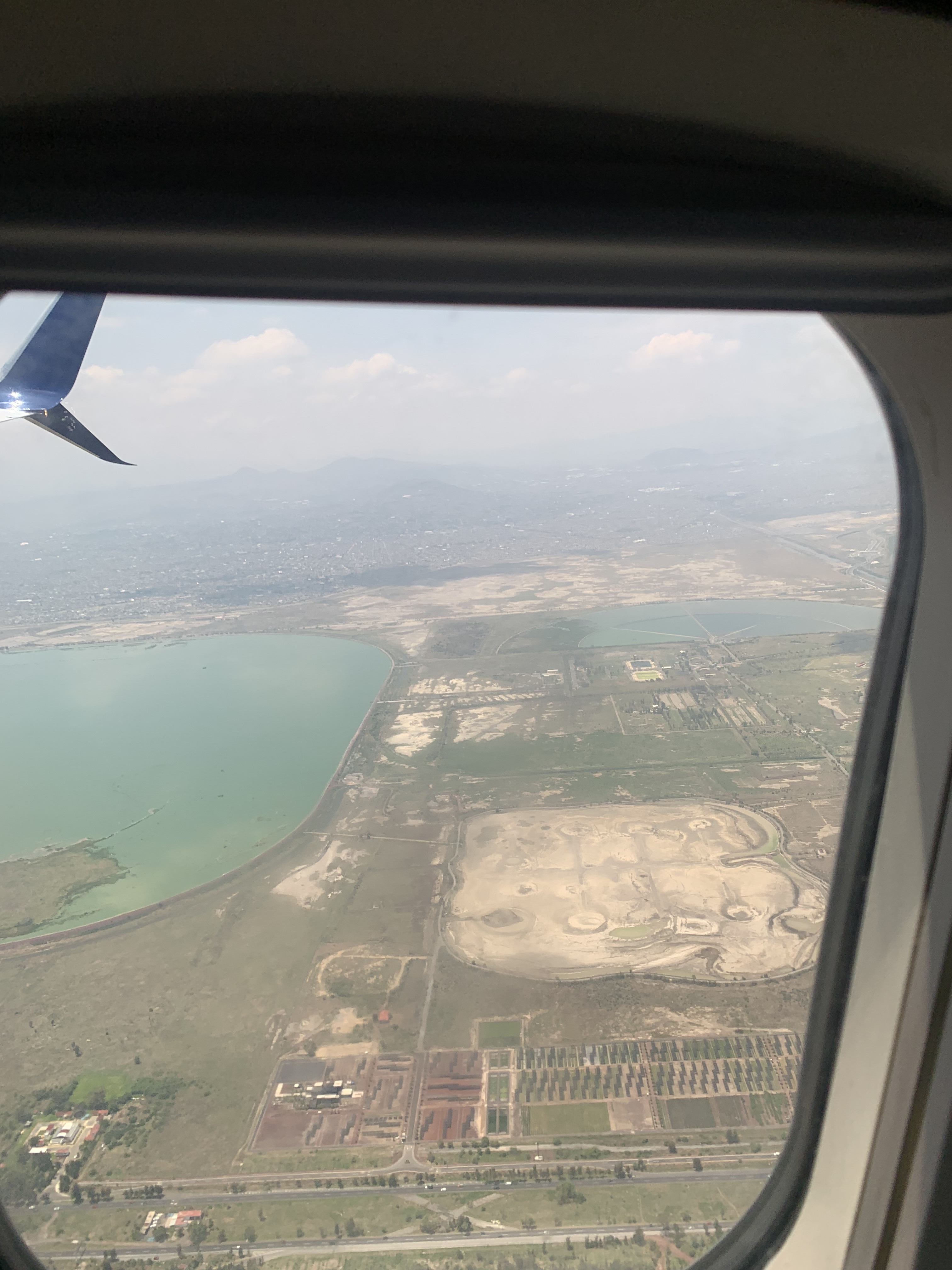
Lago Nabor Carrillo en el Parque Ecológico Lago de Texcoco, con bastedad de agua y reverdecimiento a su alrededor, en junio.

## Gráficas y Estadísticas
Para determinar un estado de sequía, se utiliza el Monitor de Sequía en México que está integrado al de América del Norte (NADM), con este monitor se puede observar la presencia e intensidad de las mismas. En el mapa se puede observar la evolución en la última década, previa a la crisis.
Entre enero y febrero de 2024 el 61.5% de los municipios del país presentaban sequía, lo que representa 76% del territorio nacional, además el porcentaje de área con sequía moderada a excepcional fue del 60.45% es decir 1613 municipios. En más de 26 estados las principales presas se encontraban con escasez, de las 209 solo 87 encontraban por encima del 50%, 122 se encontraban por debajo del 50% de su capacidad y de esta cifra 22 se encontraban por debajo del 10%.  